# スヴェドベリ (単位)
スヴェドベリ（svedberg、記号: S）は、非SIのメートル法系の沈降係数の単位である。
沈降係数とは、粒子に印加される加速度と沈降速度（終端速度）との比であり、時間(T)の次元を持つ。1スヴェドベリは正確に10−13秒（100フェムト秒）と定義されている。加速時の沈降速度に基づいて粒子のサイズを測定する。つまり、所定のサイズと形状の粒子が溶液の底に定着する速度を示す。生体分子の場合、沈降速度は通常、高い加速度下における遠心分離管内の移動速度として測定される。
単位名称は、スウェーデンの化学者で、1926年のノーベル化学賞受賞者であるテオドール・スヴェドベリ（1884年 - 1971年）にちなむ。
単位記号には Sv が使用されることもあるが、これはSI組立単位のシーベルトと同じである。